# Bùi Lan Hương
Bùi Lan Hương (sinh ngày 11 tháng 6 năm 1989) là một nữ ca sĩ kiêm sáng tác nhạc người Việt Nam. Cô từng giành được một giải Cống hiến ở hạng mục "Nghệ sĩ mới của năm" vào năm 2019.
Bùi Lan Hương tự sáng tác và tham gia sản xuất hầu hết các ca khúc mà cô hát. Cô nổi lên từ mùa thứ hai của chương trình Bài hát hay nhất với hàng loạt bản nhạc mang phong cách dream pop và được công nhận rộng rãi là ca sĩ tiên phong theo thể loại này ở Việt Nam.

## Học vấn
- Đỗ Thủ khoa, tốt nghiệp Á khoa Thính phòng/Opera tại Học viện Âm nhạc Quốc gia Việt Nam[1] năm 2014
- Năm 2020, tốt nghiệp khoa thanh nhạc & biểu diễn Jazz tại trường Lasalle College of the Arts, Singapore[1]

## Sự nghiệp
- VTV1 Talkshow với sinh viên về nhạc Jazz 2015[1]
- Minishow nhạc Jazz cá nhân "Mùa thu cho Lan Hương" 2015[5]
- Minishow nhạc Jazz "Day of Wines and Roses" biểu diễn với nghệ sĩ Quyền Văn Minh 2016
- Vai Thảo Trang trong serie phim Glee Vietnam 2017
- Góp giọng trong đĩa nhạc phim serie Glee Vietnam với phiên bản Jazzy "Tình yêu màu nắng" 2017
- Hướng dẫn thí sinh Vietnam Idol Kids 2017
- Sing My Song - Bài hát hay nhất 2018
- Phát hành EP Love Notes 2018
- Phát hành MV "Sa Ngã" 2018
- Phát hành album đầu tay "Thiên thần sa ngã" 2018
- Kết hợp với Phan Mạnh Quỳnh cho ra mắt nhạc phim Người Bất Tử và MV "Ngày chưa giông bão" 2018
- Phát hành đĩa đơn "Hào quang" 2019
- Minishow nhạc Jazz "Jazz by The Sea" biểu diễn chung với nghệ sĩ Jazz Brazil Marianna Mattos 2019
- Ra mắt "Hôm nay hay không bao giờ" tại Giờ Trái Đất 2019
- Thực hiện chương trình live concert streaming "Music Home số 6" 2019[6]
- Góp giọng trong track & MV "Mưa hồng" nằm trong dự án "Trịnh Contemporary" của ca sĩ, rapper Hà Lê 2019[7][8]
- Tham gia hội đồng giám khảo chuyên môn vòng Đối đầu Giọng hát Việt nhí 2019
- Phát hành đĩa đơn & MV "Mặt trăng" 2019
- Vai diễn Khánh Ly trong Em và Trịnh (2022)
- Ra mắt 2 nhạc phim Giấc Mơ Của Mẹ: "Giấc Mơ Mẹ" & "Mình Đừng Buông Tay" (2022)
- Paris by Night 135 - Từ Công Phụng: Trên Ngọn Tình Sầu (2023)
- Ra mắt MV "Nữ hoàng" kết hợp với Phan Mạnh Quỳnh (2023)
- Ra mắt album Live session "Thiên Thần Sa Ngã"(2023)
- Ra mắt album thứ hai " Mônangel-Nữ Thần Mặt Trăng"(2023)
- Chị đẹp đạp gió rẽ sóng (mùa 2) (2024)

## Danh sách đĩa nhạc

### Album phòng thu
- Thiên thần sa ngã (2018)
- Moonangel – Nữ thần mặt trăng (2023)

### Đĩa đơn/EP
- Glee Vietnam Soundtrack (2017)
- EP Love Notes (2018)
- Ngày chưa giông bão (OST Người bất tử) (2018)
- Hôm nay hay không bao giờ (2019)
- EP Hào quang (2019)
- Mặt trăng (2019)
- Nàng thơ xứ Huế (2020)
- Sự thật vỡ đôi (OST Tiệc trăng máu) (2020)
- Đóa bạch trà (OST Gái già lắm chiêu V: Những cuộc đời vương giả) (2020)
- Kiều Mệnh Khúc (OST Kiều) (2020)
- Ngày mai em sẽ thành kí ức (2021)
- Em và Trịnh Soundtrack (2022)
- Sunday Love (ft. Hoàng Rob, Slim V) (2022)
- Chuyện thần tiên (2022)
- Men tình say (2022)
- Giấc mơ mẹ (OST Giấc mơ của mẹ) (2022)
- Mình đừng buông tay (OST Giấc mơ của mẹ) (2022)
- Fallen Angel Live Studio Session (2023)
- Linh hồn (2023)

## Giải thưởng và đề cử
- Keeng Young Awards: đề cử "Album của năm" cho "Thiên thần sa ngã", nhận giải thưởng "Nghệ sĩ mới của năm" do Hội đồng Nghệ thuật lựa chọn 2018.[9]
- Làn Sóng Xanh: giải Nghệ sĩ độc lập được Hội đồng cố vấn bình chọn 2018.[10]
- Cống hiến: đoạt giải "Nghệ sĩ mới của năm"[11] và đề cử "Album của năm" cho "Thiên thần sa ngã" 2019.
- Bông Sen Vàng: đoạt giải “Nữ Diễn Viên Phụ Xuất Sắc Nhất” cho phim Em và Trịnh
- Chị Đẹp Đạp Gió 2024: đoạt giải Chị Đẹp Trình Diễn Vocal Nổi Bật

## Sáng tác
- Bùa mê (Darling)
- Cấm đoán
- Cố chấp (Intolerance)
- Đóa bạch trà
- Mặt trăng
- Mâu thuẫn (Variance)
- Mê Muội (Driving in the dream)
- Ngày mai em sẽ thành ký ức
- Sa ngã (Lapse)
- Tôn thờ (Worship)
- Vĩnh hằng (Suicide)
- Anh, anh ấy hay ai
- Vi vu
- Hôm nay hay không bao giờ
- Ngày mai em sẽ thành ký ức
- Đoá bạch trà
- Giấc mơ mẹ
- Mình đừng buông tay
- Men tình say
- Hoa cúc xanh
- Chuyện thần tiên
- Linh hồn
- Tham gia viết X-part (cho nhiều bài hát) trong chương trình Chị Đẹp Đạp Gió Rẽ Sóng mùa 2 (2024)

## Nhận xét/Đánh giá
| “             | Một giọng hát rất lạ, đây là thể loại âm nhạc rất văn minh, một cách hát trễ nải rõ từng lời một như mật rót vào tai, bạn hát làm mình nhớ đến những ca sĩ ở thế hệ trước. Bạn phát âm tiếng Việt rất đẹp. | ” |
| — Lê Minh Sơn | |   |

| “           | Đó thực sự là một giọng hát hay và đặc biệt ! | ” |
| — Dương Cầm |                                               |   |

| “                 | Trong quá trình thu âm "Ngày chưa giông bão", Quỳnh hoàn toàn bị thuyết phục bởi giọng hát của Hương, thứ nhất cách hát của Hương nó rất là ma mị, mọi người để ý giọng của bạn ấy có một cái chất tự sự gì đó, của một con người đa sầu đa cảm, cái cách bạn ấy lơi nhịp, mọi thứ nó tương đối gọn gàng nhưng mà rất liêu trai. | ” |
| — Phan Mạnh Quỳnh | |   |

| “                 | Hương là một người bạn mới biết đây thôi, nhưng đối với Quỳnh bạn ấy là một bạn nữ cực kỳ tài năng. Âm nhạc của bạn ấy, cái tôi của bạn ấy rất nhiều đưa trong ca khúc. Mọi người hãy nghe hết album của bạn ấy đi sẽ thấy đây là một cá tính âm nhạc rõ rệt. | ” |
| — Phan Mạnh Quỳnh | |   |

| “                  | Có thể nói giọng hát của Bùi Lan Hương không thể lẫn với bất kỳ nghệ sĩ nào của V-pop hiện tại vì nó quá đặc biệt. Người nghe có thể thực sự bị ám ảnh và lôi cuốn bởi những giai điệu cất lên từ giọng hát của nữ ca sĩ này. | ” |
| — Báo Thế giới trẻ | |   |

| “                    | Giọng hát Bùi Lan Hương, vẫn là cách hát lả lơi và ma mị, lối nhả chữ mang phong cách riêng của cô. Điều đặc biệt của giọng ca này là khiến khán giả dù chỉ nghe và không nhìn thấy người hát, nhưng vẫn cảm nhận được chất "đàn bà" trong cả âm nhạc lẫn phong cách trình diễn. Sự cuốn hút này được người hâm mộ ví như một thứ chất gây nghiện, dù cảm thấy không phải là gu của mình nhưng vẫn không thể dứt ra được, đầy ám ảnh và lôi kéo. | ” |
| — Billboard Việt Nam | |   |